# マキシンの東芝ハレハレ555
『マキシンの東芝ハレハレ555』（マキシンのとうしばハレハレごーごーごー）は、1970年4月から1975年3月まで九州朝日放送（KBCテレビ）で放送された福岡県ローカルのテレビ番組。放送時間は土曜 19:00 - 19:30。司会は牧伸二（冠番組）。東芝の一社提供。

## 概要
福岡県各地の公民館・体育館が会場の公開番組である。素人演芸会的な番組で、1週目勝ち抜きで1万円、以後3週目までは1週勝ち抜きごとに1万円加算され、4週目は5万円、5週目は10万円と副賞の賞品（4週目までは東芝家電製品、5週目の優勝の場合は50万円相当の豪華賞品）が贈られた。

## 出場経験のある有名人
- 荒木由美子（佐賀県神埼町出身…小学生時代）
- 仁支川峰子（赤村出身…小学生時代）
- 森口博子（福岡市出身…未就学児時代）

## ばってん荒川のブレイク
この番組では、それまで熊本のローカルタレントだったばってん荒川が審査員で出演するようになった。これにより、熊本県外での芸能活動が本格的となり、全国進出するきっかけにもなった。KBCとの縁はその後も続き、2006年10月に死去するまでKBCラジオの番組をレギュラーに持ち続けていた。